# Chalcopasta acema
Chalcopasta acema är en fjärilsart som beskrevs av Druce 1889. Chalcopasta acema ingår i släktet Chalcopasta och familjen nattflyn. Inga underarter finns listade i Catalogue of Life.